# Manseibashi

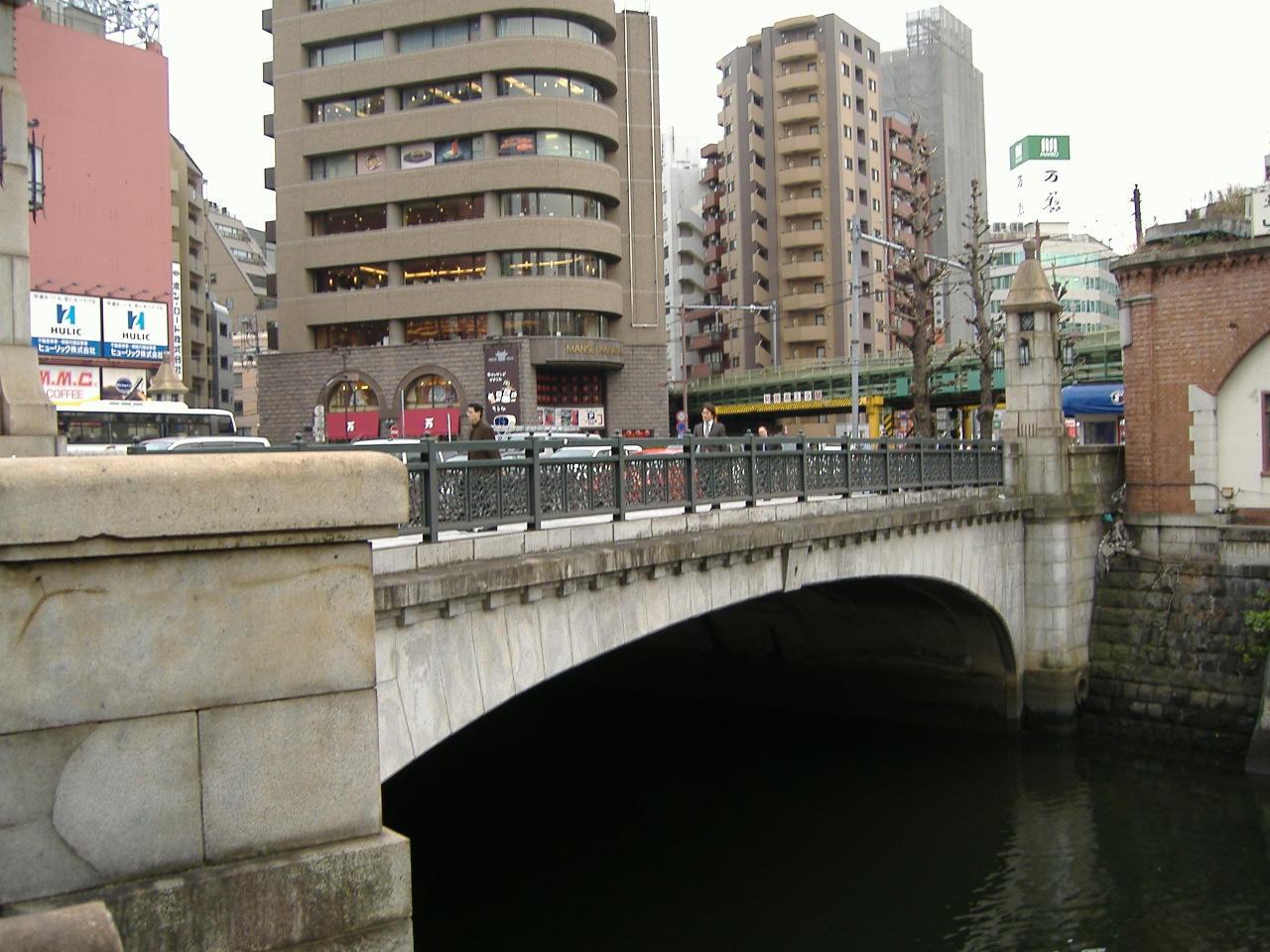
Manseibashi

Le pont Mansei (万世橋, Manseibashi) est un pont en arc en béton sur la Kanda-gawa à Chiyoda, Tokyo. Deux gares de transport collectif et un poste de police proches sont nommés d'après ce pont.
Divers ponts en bois ou en pierre s'élevaient à cet endroit, qui était l'une des portes de la ville de Tokyo. Le dernier pont a été construit en 1930. La rue qui passe sur le pont est la Route nationale 17.

## Source
- (en) Cet article est partiellement ou en totalité issu de l’article de Wikipédia en anglais intitulé « Manseibashi » (voir la liste des auteurs).